# Nikolaï von Essen
Nikolaï Ottovitch von Essen (en russe : Николай Оттович фон Эссен), né le 11 décembre 1860 à Saint-Pétersbourg et mort le 7 mai 1915 à Revel, aujourd'hui Tallinn, est un amiral germano-balte, sujet de l'Empire russe. Il est le fils d’Otto von Essen.
Élevé au grade d'admiral en avril 1913, il était considéré par ses contemporains comme l’un des amiraux les plus compétents de la Première Guerre mondiale.

## Biographie
Nikolaï von Essen était issu d’une famille de l'aristocratie germano-balte, la famille von Essen, dont les ancêtres depuis plus d'une siècle avaient servi dans la marine et dont sept furent décorés de l’Ordre de Saint-Georges.

### Enfance
Très jeune, Nikolaï von Essen fut attiré par la mer. Âgé de quinze ans, il entra à l’École du Corps des cadets de la Marine (1875), puis il sortit diplômé (avec mention) de l’Académie de Marine. À la fin de ses études, il entreprit un voyage à l’étranger à bord de la frégate Duc d’Édimbourg. Au cours de cette expédition, il fut nommé sous-officier de marine (août 1881). Il entra ensuite au grade d’aspirant de marine à l’Académie de marine Nicolas dans la section technique. Il étudia pendant trois ans la construction navale, l’armement et la théorie navale. En janvier 1886, il fut promu au grade de lieutenant.
Désireux d’apprendre le tir d’artillerie, à cette époque seule arme embarquée sur les navires de guerre, il entra à l’École d’officiers d’artillerie en 1889. Il acheva brillamment[réf. nécessaire] ses études en 1891 avec le grade d’officier d’artillerie.

### Carrière militaire

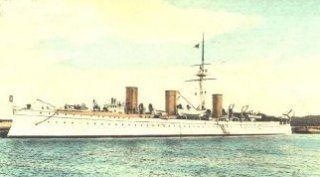
Vue du croiseur Novik

Au début de sa carrière militaire, Essen commanda le dragueur de mines no 120 (1897 à 1898), puis de 1898 à 1900, il servit à bord de la canonnière Groziachtchy, de 1901 à 1902 sur le bateau à vapeur Slavianka. Reconnu pour son énergie, son audace et ses capacités, il fut nommé commandant de bord du croiseur auxiliaire le Novik de 1902 à 1904 basé à Vladivostok. Il saborda son navire, le 7 août 1904, face au port de Wonsan (aujourd'hui en Corée du Nord).

#### Guerre russo-japonaise(1904-1905)

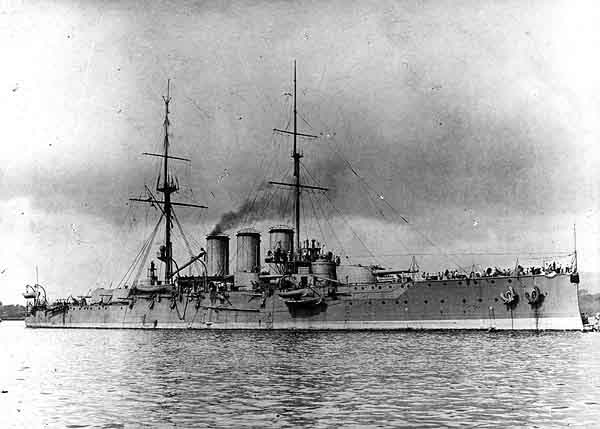
Vue du croiseur Rurik

Pendant la Guerre russo-japonaise (1904-1905), Essen assura le commandement du cuirassé Sébastopol sur ordre de l’amiral Makarov. Il prit part à la bataille de la mer Jaune le 10 août 1904. Malgré un certain désordre au sein de l’escadre russe, à la bataille de Port-Arthur, il réussit à préserver son navire endommagé par les tirs de 124 torpilles. Aux premiers jours du siège de Port-Arthur, il réussit, afin d’éviter la prise de son navire par les forces navales japonaises, à diriger son cuirassé en haute mer, à une profondeur de cinquante-cinq mètres. Il ordonna de saborder le cuirassé Sébastopol et fut capturé par les Japonais. De retour de captivité, il fut décoré de l’Ordre de Saint-Georges, nommé capitaine (de premier rang) et commandant du croiseur blindé Rurik qui devint navire amiral pendant la Première Guerre mondiale.

### Entre-deux-guerres
Au terme du conflit russo-japonais, Essen fut l’un des nombreux jeunes officiers à œuvrer pour la modernisation de la flotte de la Marine impériale de Russie. En 1908, il fut promu contre-amiral et commandant en chef de la Flotte de la Baltique (1909). Promu amiral en 1913, il dirigea avec énergie la Flotte de la Baltique.
De profondes réformes furent mises en œuvre au sein de la Marine impériale (1912-1916) après la désastreuse guerre russo-japonaise et la mutinerie de la Flotte de la mer Noire. Le programme de modernisation de la Flotte russe fut exécuté avec lenteur et, comme ses collègues, Essen s’inscrivit dans le projet de la construction de navires de guerre plus modernes, selon de nouvelles méthodes de combat. L’amiral soutint et encouragea les officiers qui, comme lui, désiraient introduire des structures modernes, de nouvelles méthodes de combat et de communications. Très tôt, il reconnut l’importance des sous-marins et des avions.
Afin d’améliorer la formation des jeunes officiers, il fonda l’École des officiers de marine de Brașov. En outre, après avoir pris connaissance des détails et des circonstances de la mutinerie du Mémoire d'Azov, il souligna l’importance de la formation technique et tactique, de l’amélioration de la discipline au sein des troupes embarquées et du respect du moral des hommes. En raison de son expérience acquise à la guerre russo-japonaise, il orienta la conduite du combat, sa modernisation et donna des instructions tactiques offensives.

### Première Guerre mondiale
À la déclaration de la Première Guerre mondiale, la Flotte de la Baltique sous le commandement de Nikolaï Ottovitch von Essen était basée à Helsingfors (aujourd'hui Helsinki). Elle se composait de quatre navires de ligne, cinq croiseurs, soixante-deux torpilleurs, douze sous-marins et de nombreuses petites unités. Son supérieur hiérarchique, le général van der Flit, recommandait une méthode défensive en mer Baltique.
Le 9 août 1914, l'amiral von Essen commandait une partie de sa flotte à l’ouest de l’île de Gotland et lui ordonna de mener une attaque (cette attaque aurait conduit la Suède à entrer en guerre) ; mais une grande offensive allemande se préparant en mer Baltique, Petrograd désira garder la flotte en position de défense.
Le 27 août 1914, l'amiral von Essen commanda les deux cuirassés le Riourik et le Pallada en mer Baltique afin de perturber le ravitaillement de l’adversaire. Bien que cette entreprise ne fût pas un réel succès, cette initiative fut importante pour le moral des troupes.

### Décès
L'amiral von Essen décéda subitement d’une pneumonie le 7 mai 1915 à Revel, aujourd'hui Tallinn. Il fut inhumé au cimetière de Novodiévitchi de Saint-Pétersbourg.

## Distinctions
- 1905 : Ordre de Saint-Georges 4e classe
- Grand-croix de l'ordre de l'Étoile noire
- Grand-croix de l'ordre de Dannebrog
- Chevalier commandeur de l'ordre royal de Victoria
- Commandeur de l'ordre du Sauveur
- Officier de la Légion d'honneur

## Nommés d'après lui
- Pendant la guerre civile russe, l’Armée blanche posséda un train blindé du nom de Amiral von Essen dans la région de Narva (1919)[4].
- Amiral Essen, frégate russe de la classe Amiral Grigorovich mise en service en 2016

## Famille
Son épouse, Maria von Essen présidait la Société navale chargée du soutien matériel et moral des marins de la flotte de la Baltique.
Son fils, Anton Nikolaïevitch von Essen trouva la mort à bord du sous-marin SA - 14, le 24 octobre 1917.